# Hœdic
Hœdic (in bretone: Edig) è un comune-isola francese di 121 abitanti situato nel dipartimento del Morbihan nella regione della Bretagna.
Delimita a sud, insieme all'isola di Houat, la baia di Quiberon.

## Società

### Evoluzione demografica
Abitanti censiti